# Joan Baptista Cardona
Joan Baptista Cardona, né en 1511 à Valence et mort le 30 décembre 1589, est un évêque, antiquaire et bibliographe espagnol

## Biographie
Joan Baptista Cardona naquit à Valence, dans le XVIe siècle, et fut successivement chanoine de cette ville, membre du tribunal de l’Inquisition, évêque de Perpignan, de Vic en Catalogne, et enfin de Tortose. Il cultiva les lettres avec succès, et s’appliqua, sur la fin de sa vie, à rétablir d’après les manuscrits les véritables leçons des Pères ; il en avait déjà restitué plus de huit cents dans les œuvres de Saint Léon le Grand et de Saint Hilaire, lorsqu’il mourut, le 30 décembre 1589.

## Œuvres
- Oratio de S. Stephano, panégyrique prononcé à Rome en 1575.
- De Expungendis hæreticorum propriis Nominibus, Rome, 1576, in-8°, dédié au pape Grégoire XIII.
- De Regia S. Laurentii Scorialensis Bibliotheca libellus, sive consilium cogendi omnis generis utiles libros, et per idoneos ministros fructuose, callideque custodiendi, Tarragone, 1587, in-4°. On trouve aussi dans cet ouvrage, dédié à Philippe II, un petit commentaire estimé de Diptycis ; un traité de Bibliothecis, tiré de Fulvio Orsini, et un autre de la Bibliothèque du Vatican, extrait d’Onofrio Panvinio[1].